# Geți
Geții (în latină Getae) au fost un popor tracic, care în jurul anului 339 î.Hr. locuia pe ambele maluri ale cursului inferior al Dunării. Istoricul antic Strabo a arătat că dacii și geții „vorbesc aceeași limbă”. Iar Trogus Pompeius afirma că geții și dacii erau identici. Singura deosebire între cele două grupuri consta în împrejurarea că geții locuiau la câmpie în timp ce dacii trăiau în zonele mai înalte, montane. 
Geții au fost menționați pentru prima dată în 468 î.Hr. de către Sofocle în tragedia Triptolemos. Herodot i-a introdus în istorie prin următoarea mențiune: „geții sunt cei mai bărbați și mai drepți dintre traci”. Istoricul Tucidide spune că geții aveau aceleași arme și mergeau călare ca și sciții. În timpul expediției lui Darius I (522-486 î.Hr.) împotriva  sciților (513 î.Hr.), geții i s-au opus, însă în cele din urmă au fost înfrânți, împreună cu celelalte neamuri tracice din dreapta Dunării. După înlăturarea ocupației persane (în secolul V î.Hr.), geții din dreapta Dunării plăteau tribut Regatului Odris, până ce acesta a fost supus de Filip al II-lea, regele Macedoniei (aprox. 340 î.Hr.). Întrucât geții din dreapta Dunării deveniseră dependenți de Macedonia, regii macedoneni au ridicat pretenții de stăpânire și asupra geților din nordul Dunării, însă încercările lui Alexandru cel Mare (335 î.Hr. și 327 î.Hr.) și Lisimah (310 î.Hr.) de a-i supune au eșuat. Alexandru cel Mare, la începutul domniei sale, înainte de marile cuceriri din Asia, a făcut o expediție în nordul Dunării, împotriva geților. În anul 335 î.Hr., după ce a supus triburile tracilor din sudul Dunării, el trecu acest fluviu și îi învinse pe geți, dând de regiuni cu populație deasă și lanuri de grâu. Geții se apărau în cetăți de lemn, dar Alexandru nu a putut să-i supună, căci fu imediat rechemat de o răscoală, ce izbucnise în lipsa lui, în Grecia. Peste vreo 30 de ani, un general al lui Alexandru, Lisimah, care ajunse după moartea lui, rege al Traciei, făcu și el o expediție în nordul Dunării, împotriva regelui get Dromihete, dar fu învins și luat prizonier de geți. Dromihete îl tratează foarte bine și, în cele din urmă, îl eliberează, dar grecii nu mai îndrăzniră să treacă Dunărea cu oștirile lor.
Ulterior, geții din stânga Dunării au avut ciocniri cu bastarnii, un popor germanic care între 200 și 100 î.Hr. au ocupat poalele nord-estice ale Carpaților și malurile Nistrului. După lupte îndelungate, bastarnii au fost învinși de daci, locuitorii regiunilor muntoase, care mai apoi rămân stăpâni și pe câmpia răsăriteană până la Nistru. 
Din secolul I î.Hr., în nordul Dunării predomină numele și neamul dac, iar numele geților se păstrează mai ales în sudul Dunării. În Scythia Minor (Dobrogea) au mai domnit trei regi geți: Roles, Dapyx și Zyraxes. După ce romanii au ocupat teritoriile tracice din sudul Dunării, geții sud-dunăreni au fost consemnați în izvoarele scrise cu denumirea moesi.
În zona geților de la sud de Dunăre (Moesia), s-au făcut numeroase descoperiri arheologice, care dezvăluie nivelul deosebit de civilizație a geților. Una dintre aceste descoperiri este despre cunoștințele avansate ale geților, ei efectuând plombe dentare și chiar coroane dentare artificiale, conform profesorului arheolog Diana Gergova din Bulgaria.
Dacii/geții au fost cunoscuți și prezentați de unii istorici antici (de exemplu Dio Chrysostom) și ca „filozofi naturali”.

## Situația politică în Balcani în secolele VI-IV î.Hr.
În timpul domniei lui Darius I (522-486 î.Hr.), Imperiul Persan ajunge la apogeu. În urma expediției organizate în 514/512 î.Hr. împotriva sciților, Darius își extinde stăpânirea asupra Peninsulei Balcanice, cu precădere asupra zonei litorale și a cetăților grecești. Demonstrația de forță împiedică expansiunea sciților spre vest, iar Tracia este transformată în satrapia Skudra. În 500-494 î.Hr., cetățile grecești din Asia Mică se răscoală împotriva perșilor, în frunte cu Miletul. Atena și Eretria sprijină revolta ioniană, oferindu-i lui Darius pretextul unei intervenții în Grecia. În 490 î.Hr., perșii sunt învinși la Maraton de către atenieni. Urmașul lui Darius, Xerxes I (486-465 î.Hr.) inițiază o nouă campanie, dar înfrânt la Salamina și la Plateea în 480-479 î.Hr. renunță la politica expansionistă în zonă datorită dificultăților interne prin care trecea imperiul. Profitând de slăbiciunea imperiului și de faptul că Grecia era ocupată de războaiele cu perșii, pe ruinele satrapiei Skudra se fondează Regatul Odris, care aduce sub autoritatea sa întreaga Tracie până la Dunăre și întreg litoralul cuprins între Abdera și gurile Dunării. Regatul Odrisilor devenise principalul factor de putere în zonă. Tracia a fost cucerită de macedoneni în 341 î.Hr., iar după moartea lui Alexandru cel Mare, generalii săi, diadohii, au purtat războaie pentru supremație, ce au dus la slăbirea și dezmembrarea imperiului macedonean.

## Istoria geților

### Secolele VI-IV î.Hr.
Geții sunt consemnați în izvoare prima dată în secolul al VI-lea î.Hr., iar dacii din secolul I i.e.n. Strabon afirmă că geții vorbeau aceeași limbă cu tracii, dar și că dacii vorbeau aceeași limbă cu geții. Dar, evident, Strabon nu cunoștea el însuși limbile respective. După el, singura diferență era strict geografică, geții fiind așezați pe cursul inferior al Dunării, spre Pont, iar dacii spre izvoarele Dunării, mai aproape de populațiile germanice. Poziționarea dacilor departe de Grecia și de cetățile din Pont i-au făcut pe scriitorii antici să nu-i cunoască suficient sau să-i ignore. Herodot consemnează date despre geografia teritoriului locuit de geți și daci.  Izvoarele târzii, ca Îndreptarul geografic al lui Ptolemeu scris în sec. II și Tabula Peutingeriana din sec. III-IV oferă ceva informații geografice. Primul izvor consemnează 15 populații tracice de la nord de Dunăre și numele a 44 de localități, cele mai multe terminate în sufixul "dava". Ptomeleu precizează coordonatele geografice ale localităților, însă a luat în calcul o rază a pământului altă decât cea reală. Tabula Peutingeriana mai adaugă localitățile Buridava și Pelendava.
Din secolul al V-lea i.e.n. se cunosc trei surse care îi pomenesc pe geți. Cea mai veche este tragedia numită „Triptolem”, scrisă de Sofocle, care consemnează numele unui basileu al geților, Charnabon.  A doua sursă este lucrarea lui Herodot. Cel din urmă, Hellanicos din Mitilene. În cartea a IV-a a lui Herodot este descrisă expediția lui Darius împotriva sciților cu lux de amănunte. Darius conducea o armată de 700.000 de soldați, dublată de o flotă ce număra 600 de corăbii. A traversat Bosforul pe un pod de vase și a înaintat spre gurile Dunării, prin zona litorală. I-a supus pe tracii pe care i-a întâlnit în cale, mai puțin pe geții din sudul Dunării, care i s-au împotrivit, dar au fost repede zdrobiți. Sunt descriși de Herodot ca fiind "cei mai viteji și drepți dintre traci". Herodot scrie că geții se credeau nemuritori și oferă detalii despre religia și ritualurile acestora. Motivul expediției lui Darius a fost unul punitiv - pedepsirea sciților care invadaseră țara cimerienilor, intrând apoi și în Media.  Dar Darius pregătea un război împotriva Greciei și această expediție trebuia să fie o demonstrație de forță care să-i intimideze pe sciți și pe greci.  Expediția deschidea perspectiva aducerii Peninsulei Balcanice sub autoritatea Imperiului Persan.  Sciții însă i-au respins pe perși, iar Darius a fost nevoit să abandoneze expediția. Tracia este totuși transformată în satrapie sub numele de Skudra, asigurând controlul asupra peninsulei balcanice și a cetăților pontice. 
Geții de la nord de Haemus au fost supusi și integrați în regatul odrisilor ce au luat în stăpânire și tot litoralul de la Abdera până la gurile Istrului.  Geții de la nord de Haemus chiar au și participat la expediția de 30 de zile a regelui Sitalkes în 429 i.en. 
În 341 i.en., Tracia este cucerită de Filip al II-lea. La scurtă vreme, sciții conduși de regele Atheas au patruns în Dobrogea, iar informațiile despre conflictul dintre Filip al II-lea și Atheas provin de la Trogus Pompeius care a scris Istoria lui Filip în latina, lucrare de 44 carti ce s-a pierdut.  Trogus informează că Atheas, strâmtorat de luptele cu histrienii (locuitorii de pe Istros), a cerut, prin intermediul cetății Apollonia sprijin militar de la Filip al II-lea, lăsându-i țara ca moștenire. Regele histrienilor a murit, iar Atheas i-a trimis pe macedonenii veniți în ajutor înapoi acasă, transmițându-i lui Filip că sciții nu aveau nevoie de ocrotirea macedonenilor și că îi va lăsă tronul fiului său.  Filip al II-lea asedia Bizantul și i-a cerut bani lui Atheas să-i plătească soldații din corpul macedonean expediționar pentru drum și serviciile aduse. Atheas a refuzat. Filip a renunțat la asediul Bizantului și s-a indreptat împotriva sciților, inițial cu gânduri pașnice, anunțându-l că trimite o solie și ar dori să ridice o statuie dedicată lui Hercule. Atheas a promis va va topi statuia și că își va face varfuri de sageți din ea. Filip l-a înfrânt și ucis în lupta, la vârsta de 90 de ani, după cum precizează Lucian din Samosata. A capturat 20.000 de femei și copii și a trimis în Macedonia 20.000 de iepe. Întors din expediție, este atacat de tribali și rănit, iar prada de război este pierdută. Rontinus, în Stratageme, susține că tribalii au participat la expediția împotriva sciților și, având pretenții la pradă, nu au primit-o.   Filip avea un interes politic major  , dorind să controleze zona Pontului stâng. 
În 335 i.en., geții sunt menționați de Arian, autor grec din Bitinia, în lucrarea "Anabasis-Expediția lui Alexandru Macedon". Ca urmare a răscoalelor provocate de tribali și ilyri, Alexandru a organizat o expediție punitivă. A înaintat prin Munții Balcani, în trecătorile cărora tracii au organizat o ambuscadă, folosindu-se de căruțe pe care le împingeau și prăvăleau asupra macedonenilor. Alexandru scapă din ambuscadă și are o luptă cu tribalii pe râul Lyginios. Tribalii au evacuat femeile și copii dincolo de Istru și s-au refugiat pe un ostrov al Dunării, Peuce. Urmărindu-i, cu sprijinul unei corăbii venite din Bizant prin Pont și pe Dunăre, Alexandru a încercat să debarce pe acel ostrov, dar nu a reușit pentru că malurile erau înalte, iar curentul fluviului rapid. Pe malul nordic al Dunării s-a adunat o armata de 10.000 de pedestrași geți și 4.000 de călăreți. Alexandru, folosindu-se de monoxilele riveranilor și burdufuri din piele umplute cu paie, trece Dunărea cu 4.000 de infanteriști și 1.500 de călăreți macedoneni și înaintează prin holdele înalte de grâu spre un oraș al geților, unde aceștia s-au retras, situat la 5.500 de metri de Dunăre. Geții l-au abandonat, iar Alexandru l-a distrus din temelii și a luat o pradă bogată. Se întoarce pe malul celalalt, unde primește o solie a regelui Syrmos al tribalilor, ajungând la o înțelegere.
Sursele arheologice atestă existența unei formațiuni politice getice cu o resedință tribală sau unional-tribală ce era prosperă economic în secolul al IV-lea i.e.n.  
A treia expediție macedoneană în zona Dunării a fost condusă de generalul Zopyrion, despre a cărei informații este găsită la Curtius Rufius și la Trogus Pompeius, precum și la Macrobius. Între 331-326 i.en., când Alexandru se afla în Îndia, guvernatorul Pontului, Zopyrion a organizat o expediție  împotriva geților sau sciților cu o armată de 30.000 de soldati. Boristhene (Olbia) este asediat, însă locuitorii rezistă și resping invadatorii. La întoarcerea din expediție, Zopiryon, împreună cu toată armata, au fost zdrobiți din cauza unei furtuni, făcându-le imposibilă traversarea Dunării. De eșecul expediției a profitat regele odrișilor, Seuthes al III-lea, care și-a stârnit supușii la răscoală. 

### Secolele III-I î.Hr.
După moartea lui Alexandru cel Mare în 323 î.Hr., Imperiul Macedonean a decăzut și s-a dezmembrat. În 305 î.Hr., Lisimah s-a proclamat regele Traciei și își ia o soție din Regatul odrisilor   pentru a îmbunătăți relațiile. Dar până atunci, Lisimah se confruntă cu o serie de probleme: luptele cu rivalii săi, răscoala odrișilor conduși de Seuthes al III-lea, revolta cetăților grecești Meambria, Odessos, Apollonia și Histria în 313 i.en., nemulțumirile și fiscalitatea prea mare, revolta condusă de Callatis susținută de traci, geți și sciți. Garnizoanele lui Lisimah au fost alungate, iar cetățile au încheiat un tratat de alianță. Lisimah îi învinge pe traci și sciți și asediază orașul Callatis. De partea răsculaților se afla rivalul său, Antigonos, care se erija într-un protector al autonomiei cetăților grecești și trimitea o oaste pe uscat și o flota. Callatis este înfrânt iar la întoarcere, Lisimah este atacat de odrisi în trecătorile din Balcani. În 311 i.en., se încheie o pace cu cetățile grecești cărora le este recunoscută autonomia. În 310/309 i.en., acestea se răscoală din nou, stipendiate de Ptolemeu Lagos al Egiptului. Callatis este asediat și cucerit în 307 i.en. În 305, Lisimah se proclama rege al Traciei.  
La aceea vreme se remarcă dintre căpeteniile tracilor Dromichaites, amintit de Strabon, Memnon și Pausianias, Diodor din Sicilia, Trogus Pompeius, Lexiconul Suidas. Diodor din Sicilia detaliază conflictul dintre Dromichaites și Lisimah. Conflictul a izbucnit  în 300-297 i.en.. Regele Lisimah este infrânt și scapă prin fugă din încăierare, dar fiul sau, Agatokles este luat prizonier.  Acesta a fost eliberat în speranța că Lisimah va restitui teritoriile ocupate. În 297 i.en., diadohii au încheiat un tratat de pace și și-au promis sprijin reciproc.  Între 293-291 i.en., Lisimah pornește o a doua expediție. Armata lui era însă înfometată și fiind înfrântă, Lisimah a fost luat prizonier împreună cu fii săi și dus la cetatea Helis. Deși tracii doreau execuția acestuia, Dromichaites l-a tratat ca pe un prieten și a organizat un ospăț cu caracter moralizator, oferindu-le macedonenilor o masă bogată și luxoasă în timp ce tracii se ospătau umili.  Potrivit lui Pausanias în Descrierea Greciei, pacea dintre cei doi a fost întărită și de o alianță matrimonială, Lisimah oferindu-și fiica de soție lui Dromichaites. 
Nu se știe cu siguranță dacă Dromichaites a fost regele tracilor, al geților sau al odrișilor. Țara lui a fost localizată în Dobrogea, în Câmpia României. 
După moartea acestuia din 281 i.en. în urma bătăliei de la Kurupeidon, celții au pătruns masiv în Peninsula Balcanică. Au traversat Tracia și Macedonia, l-au învins pe Ptolemeu Fulgerul al Macedoniei și au pătruns în Grecia și ajung la Delfi, unde au jefuit sanctuarul lui Apollo. Celții au fost respinși și din marea lor masă se desprind trei grupuri distincte: galații ce se așează în Asia Mică în provincia Galația, alții, sub conducerea lui Comontirius, s-au așezat pe locul fostului regat odrid, pe Valea Maritei, cu capitala la Tylis.  Bizantion a fost terorizată  de nou veniții și a trebuit să plătească tributuri uriașe. În 218 i.en., regatul de la Tylis s-a prăbușit în urma răscoalei tracilor. 
Conform unei inscripții găsite la Histria, ce datează din secolul al III-lea i.en., solii histrieni au reușit să recupereze 60 de prizonieri și veniturile cetății  de la o căpetenie locală, Zalmodegikos. Tot din secolul al III-lea s-au descoperit monede de argint în zona orașului Tulcea ce au fost emise de un basileu cu numele de Moskon. La Histria a fost descoperită o inscripție ce datează din 200 i.en. Este vorba despre un decret dat în cinstea lui Agatokles, fiul lui Antiphilos, care prin soli și daruri, a obținut protecția unui rege local, Rhemaxos împotriva unei căpetenii a tracilor, Zoltes, care atacă cetatea când grâul se afla în pârg. Locuitorii Histriei chiar plăteau tribut de 600 de galbeni, însă Zoltes nu se ținea de promisiune și ataca în continuare. Agatokles a organizat un corp  de mercenari arcași pentru apărarea cetății și cu sprijinul lui Rhemaxos, ce consta în 100 de călăreți, iar fiul său, Phradmon, încă 600, în cele din urma, l-a înfrânt pe Zoltes. 
Un alt rege get este consemnat de Trogus Pompeius, Oroles, care s-a luptat cu bastarnii de două ori. Prima dată a fost înfrânt și și-a pedepsit soldații punându-i să doarmă cu capul la picioarele nevestelor. A doua oară și-a luat revanșa.  Regatul său este localizat la granița cu Moldova, locuită de bastarni, fie în zona intracarpatică, în sud-estul Transilvaniei.  Se crede că a domnit prin jurul anului 179 i.en. 
Trogus Pompeius mai menționează încă un rege: Rubobostes. 
În 229-228 i.en., romanii au pătruns în Peninsula Balcanică sub pretextul că ilirii conduși de regina Teuta periclitau interesele comerciale ale romanilor pe coasta Dalmației. Filip al V-lea al Macedoniei cucerește cetățile grecești și intervine în conflictul dintre Roma și Cartagina, promițând susținere militară lui Hannibal pentru a diminua influența romană în Peninsula Balcanică. Au urmat o serie de războaie romano-macedonene. Filip cere în 182 sprijin de la bastarni, populație ermanic, ce se aflau în zona Dunării. Aceștia au răspuns la chemare, dar cu întârziere și ajung abia în 179 i.en. după moartea lui Filip. Bastarnii, cu familiile lor, se stabilesc în centrul și nordul actualei Republicii Moldova după o perioadă de rătăciri la sud de Dunăre. Urmasul lui Filip al V-lea, Perseu, este înfrânt la Pydna în 168 i.en., iar Macedonia este împărțită în patru regate, iar în 148 i.en., este transformată în provincie romană, fiindu-i alipită  estul Traciei. În 146 i.en., Grecia este transformată în provincie romană.  Roma primește ca moștenire Regatul Pergamului în 133 i.en. și îl transformă în provincia romană "Asia" în 129 i.en.   Se desfășoară o serie de conflicte cu regatul Pontului condus de Mithridates al VI-lea Eupator. 
La sfârșitul secolului al II-lea i.en., dacii sunt consemnați de Frontinius, care în Stratagemele, arată că generalul Minucius Rufus, proconsulul Macedoniei, copleșit de scordisci și de daci, a recurs la o stratagema pentru a-i înfrânge. Având  o armată mică, iar inamicii fiind superiori numeric, i-a pus pe trâmbițași să sune din trâmbițe. Lupta s-a dat într-o zona muntoasă și ecoul a amplificat sunetul, motiv pentru care inamicii au fugit, crezând că armata romană era mult mai numeroasă. Lupta s-a desfășurat prin 109-106 i.en., iar victoria a fost serbată prîntr-un triumf organizat la Roma. 
O altă expediție  a avut loc în 75-73 i.en.  spre estul Banatului,  condusă de Scribonius Curio Caius  , proconsulul Macedoniei, dar care nu a avut curajul de a traversa Dunărea, înspăimântat de pădurile întunecoase de pe malul celălalt.

## Primele cercetări
În secolul al XVIII-lea și începutul secolului al XIX-lea interesul istoricilor pentru istoria și civilizația tracilor, mai ales ramura nordică, a fost subordonat culturii grecești, deoarece, din lipsă de izvoare (scrise, epigrafice, arheologice), ei i-au considerat pe tracii nordici ca fiind niște barbari, împrumutând de la greci elemente de artă sau religie, cum ar fi cultul lui Dyonisos.  
În 1880 Grigore Tocilescu schițează o prezentare a Daciei înainte de romani, cu ajutorul izvoarelor scrise și epigrafice, dar și cu puținele izvoare arheologice de care dispunea la vremea lui. Însă putem spune că prima sinteză istorică și arheologică de mari proporții despre ramura nordică a tracilor a fost realizată de marele istoric Vasile Pârvan, în opera sa "Getica", apărută în 1926. Eforturile lui Pârvan (îndemnul lui a dus la cercetări sistematice în davele geto-dace) au fost continuate de către elevii lui cum ar fi: G. Mateescu, R. Vulpe, V. Dumitrescu, Gh. Ștefan, I. Nestor, etc.  
Au fost realizate săpături pentru descoperirea cetăților geto-dace în toate regiunile țării: Tinosu (Prahova), Poiana pe Siret (Galați), în munții Orăștiei – Sarmizegetusa Regia, Popești pe Argeș (Ilfov), Covasna și Jigodin în Transilvania răsăriteană, Pecica în cea apuseană, etc. 
Desigur nu trebuie să trecem cu vederea nici contribuțiile unor oameni de știință străini, precum S. Casson (1926), L. Rey (1921 și 1932) și W. Heurtley (1939).

## Aspect fizic
Ieronim (Scrisoarea CVII către Laeta. II) i-a descris pe Geți ca fiind blonzi și roșcați.

## Izvoare antice
Despre tracii nordici, principala populație ce locuia în spațiul carpato-danubiano-pontic, izvoarele scrise relatează destul de târziu, cele mai vechi referiri ale scriitorilor antici la geografia acestor ținuturi provenind de la Hecateu, Herodot și Tucidide, conținând informații din secolele VI–V î. Hr. Astfel, bazându-ne pe interpretarea surselor antice, putem vorbi până în secolul I î. Hr. despre geții de la Dunărea de Jos. 
Termenul de geți a fost folosit de autorii greci și latini pentru a desemna, în scrierile lor, sub denumirea de geți triburile de pe cursul inferior al Dunării, de la Carpați până la Balcani. 
După cum ne spune Strabon, “dacii au aceeași limbă ca și geții”, ei nefiind două neamuri înrudite, ci unul singur, numit de greci geți și de romani daci. Aceștia sunt bine cunoscuți de eleni, deoarece se mută de o parte și de alta a Istrului, și datorită faptului că s-au amestecet cu tracii și misii.  
Triburile trace, din care făceau parte și geții, ocupau un spațiu vast, învecinându-se la nord cu triburile germanice, la nord–est cu cele slave, la vest cu triburile germanice și celtice, la est cu triburi cimeriene și scitice, iar la sud cu triburile ilirice și cu grecii.  Este foarte posibil ca cele mai multe dintre informațiile vechi despre geți să se fi pierdut de-a lungul timpului. 

### Hecateu
Primele informații scrise despre aceștia le găsim în lucrarea intitulată "Înconjurul pământului" a lui Hecateu din Milet, născut pe la jumătatea secolului al VI-lea î. Hr., însă din care au rămas doar fragmente. Într-unul din aceste fragmente sunt consemnate de către autor două triburi, crabyzii și trizii, ce locuiau în sudul Dobrogei. Aceste triburi vor mai fi pomenite și în scrierile altor scriitori greci ca făcând parte din neamul geților. În acest nod geții își fac apariția în istoria scrisă. 

### Herodot
Cele mai importante informații ale izvoarelor scrise grecești ne sunt oferite de către "părintele istoriei" Herodot, care, în lucrarea sa intitulată "Istorii", pe lângă o serie de rituri și obiceiuri ale geților și sciților, menționează o serie de hidronime care sunt localizate pe teritoriul locuit de geți : Maris, "cel care izvorăște din țara agatârșilor", identificat cu Mureșul; Porata, identificat cu Prutul; Tiarantos, identificat cu Siretul; Araros, identificat cu ; Naparis, identificat cu Ialomița; Ordessos, identificat cu Argeșul; Aluta, identificat cu Oltul, și Tibiscus, identificat cu Timișul. 
Despre teritoriile din stânga fluviului, Herodot scrie că nu s-ar putea spune ce oameni locuiesc. În viziunea lui, tot ținutul de la nord de Dunăre "se arată a fi pustiu și de o întindere nesfârșită".  Scriitorul menționează spusele tracilor cum că ținutul este stăpânit de către albine; însă Herodot nu dă crezare acestor vorbe. spunând că albinele îndură cu greu frigul. El este de părere că ținuturile aflate sub constelația Ursei nu pot fi locuite datorită frigului. 
Tot Herodot în lucrarea sa "Istorii", narează evenimente de istorie politică a geților și dacilor, el referindu-se la expediția regelui persan Darius I (521-486) împotriva geților de la nord de gurile Dunării. Cel mai probabil expediția lui Darius I a avut loc în 514 î. Hr., după cum sugerează majoritatea cercetătorilor. În acest context sunt menționați geții din Dobrogea, care s-au opus regelui persan. Triburile tracice din Salmydessos și cele care ocupau "ținutul așezat mai sus de orașele Apolonia și Mesembria" (scirmiazii și nipseenii), s-au supus fără a opune rezistență. Geții, "cei mai viteji și mai drepți dintre traci" s-au opus armatei persane, însă Darius, "înainte de a ajunge la Istru", i-a învins pe aceștia, iar după înfrângerea lor, "geții urmară restul armatei persane". 

### Tucidide
Un alt scriitor grec, Tucidide, ne relatează în opera sa "Războiul peloponesiac" despre teritoriul locuit de geți. Asemenea lui Herodot, acesta îi plasează pe geți dincolo de munții Haemus (Balcani), până la Pontul Euxin (Marea Neagră), învecinându-se cu sciții. Acești geți se aflau sub autoritatea regelui odris Sitalces, căruia îi furnizau călăreți. Statul odris se întindea până la gurile Dunării, închizându-i pe toți geții din Dobrogea și de la sud de fluviu. Este foarte probabil că în secolul al VI-lea î. Hr., în urma slăbirii puterii odrișilor, mai ales după moartea regelui Cotis I în anul 395 î. Hr., geții de la nord de Balcani să-și fi câștigat independența. 

## Secolul al IV-lea î.Hr.
Din cele relatate de către Herodot și Tucidide, limita sudică a teritoriului ocupat de triburile getice era formată din culmea nordică a munților Balcani. Însă ei îi cunoșteau doar pe geții de la Dunărea de Jos. Începând cu secolul al IV-lea î.Hr. există informații și despre geții din nordul Dunării, cu prilejul expedițiilor macedonene. 

### Ptolemeu
Prima informație precisă despre geții din stânga Dunării o avem de la Ptolemeu, regele de mai târziu al Egiptului, întemeietorul dinastiei Lagide, care l-a însoțit în anul 335 î. Hr. pe Alexandru Macedon în expediția sa împotriva tribalilor și geților.  Relatările lui Ptolemeu au fost păstrate în opera lui Arrian, scriitor grec din secolul al II–lea d.Hr., ce a ocupat diferite demnități în Imperiul Roman. Pornind pe firul narațiunii lui Arrian, aflăm că oastea macedoneană, formată din 30.000 de soldați, trece pe lângă orașul Philippi, apoi pe lângă masivul Orbelon, după care trece râul Nestos, și după zece zile ajunge în munții Haemus unde are loc prima confruntare cu tracii, aceștia încercând cu ajutorul carelor de luptă prăvălite de pe munte să destrame formația falangei, însă Alexandru contracarează cu abilitate. Modificându-și planul inițial, Alexandru renunță la debarcarea pe ostrov, îndreptându-și atenția asupra geților de pe malul Nordic. Cu ajutorul corăbiilor de pe fluviu, dar și a monoxilelor care erau din belșug "deoarece locuitorii zonei le foloseau la pescuitul în Istru sau când merg unii la alții pe fluviu", dar și cu ajutorul unor burdufuri umplute cu paie, Alexandru trece Dunărea noaptea, împreună cu 1.500 de călăreți și 4.000 de pedestrași, înaintează de-a lungul fluviului prin holdele de grâu și își organizează armata în două corpuri: pedestrimea care forma falanga și cavaleria pentru a apăra flancul stâng al falangei. La început geții acceptă lupta în câmp deschis, dar mai apoi se refugiază într-o așezare fortificată la o parasangă de Istru. Aceștia abandonează fortificația fără luptă, pentru a nu fi încercuiți, deoarece "fortificația nu era bine întărită".

### Diodorus Siculus
Pe la 300 î. Hr. întâlnim pe geții din Câmpia Munteană uniți într-o mare uniune de triburi. Acum scriitorul antic Diodorus Siculus ne relatează în lucrarea sa "Biblioteca istorică" că geții conduși de Dromihete reușesc să înfrângă în două rânduri expedițiile lui Lisimah, întreprinse la nord de Dunăre și reușesc să îl ia prizonier pe fiul acestuia, Agatocles, și mai apoi chiar pe el, ducându-l în cetatea Helis. Însă, plin de înțelepciune, Dromihete îi cruță viața lui Lisimah, chiar îl eliberează, primind în schimb prietenia regelui trac, teritoriile ocupate și chiar pe fiica acestuia ca soție. 
Pentru a doua jumătate a secolului al III–lea și începutul secolului al II-lea î.Hr. s-au descoperit la Histria două documente epigrafice, care atestă existența la Dunărea de Jos, mai ales în zonele de sud ale Moldovei și nord-estul Munteniei, a doi regi (basilei) de origine getică, anume Zalmodegikos și Rhemaxos. 

### Trogus Pompeius
Scriitorul antic Trogus Pompeius ne relatează în "Istoria lui Filip" despre regele geto-dac Oroles care stăpânea prin părțile Moldovei, că își pedepsește supușii pentru faptul că nu au luptat cu succes împotriva bastarnilor (neam germanic).

### Strabon
Strabon, contemporan al lui Agrippa, care a văzut harta acestuia și i-a citit Comentariile, îi menționează pe daci numindu-i geți. Vorbind despre suebi, Strabon spune că aceștia se învecinează cu geții, iar după Germania meridională, care aparține suebilor, "îndată urmează teritoriul geților, la început îngust, mărginit la sud cu Istrul, în partea opusă cu munții Pădurii Hercinice și cuprinzând și o parte din munți; apoi se lărgește și se întinde spre nord până la tirageți."  Strabon ne indică și limita de vest a geților, Dunărea Mijlocie, pe care o găsim și la Appian, acesta din urmă făcând diferența dintre cursul superior și mijlociu unde fluvial este numit Danubius și cursul inferior al fluviului, numit Istru. Strabon menționează și diferența de nume, unii autori numindu-i geți pe cei care locuiesc "spre Pont și răsărit" și daci pe cei care locuiesc "în partea opusă, spre Germania și izvoarele Istrului".  Rezultă astfel că ei sunt un singur popor. Strabon nu ne oferă prea multe detalii despre teritoriul geților. Totuși, el menționează râul Marisos (Mureșul) care se varsă în Dunăre și numele muntelui sfânt Cogaionon, în care se află peștera lui Zalmoxis.  Despre câmpia din nordul Dunării, Strabon nu avea prea multe date, considerând regiunea  dintre Marea Neagră, gurile Dunării și Nistru ca fiind "în întregime șes și fără ape", regiune pe care o numește "pustiul geților".

## Secolele  III-II î.Hr.
Au existat numeroase neamuri geto-dacice care au locuit în Dacia, însă voi aminti doar neamurile getice. Astfel, piefigii, menționați de Ptolemeu în "Geografia", sunt unii și aceiași cu marea uniune de triburi getice din secolele III-II I.Hr.. 
Siensii, menționați tot de Strabon, sunt un neam getic care, se pare, după Vasile Pârvan, se intindeau de la râul Buzău și până la cursul inferior al Siretului. Se pare că în secolul II î.Hr. aceste triburi de siensi să fi jucat un rol important în viața politică și economică a orașelor grecești de pe coasta de vest a Mării Negre. 
Tagrii sunt amintiți de Ptolemeu în lucrarea "Geografia" ca fiind localizați lângă Dacia între bastarni și tyrageți. Tot după V. Pârvan, ei ar putea fi un trib getic mai mic care locuia de-a lungul cursului mijlociu al Nistrului. 
Tyrageții sunt și ei de origine getică și sunt localizați de-a lungul cursului inferior și mijlociu al Nistrului. Cele mai vechi știri despre aceștia se păstrează în opera geografică a lui Strabon.  
Ptolemeu enumeră mai multe neamuri printre care și piengeții pe care îi plasează "lângă muntele Carpatos".  
Singii sunt localizați de V. Pârvan pe cursul inferior al Mureșului, unde era localitatea Singidava, pomenită de Ptolemeu și identificată cu o dava. 
Harpii sunt neamuri de origine traco–getică ce au locuit la nord de Gurile Dunării, în zona dintre Prut și Nistru. 
Terizii sunt un neam traco-getic pomenit de istoricul Hellanicos din Lesbos și apoi de lexicografii biuzantini.
Obulensii sunt un trib traco-getic menționat de Ptolemeu ca locuind în partea de răsărit a provinciei romane Moesia Inferior, adică în actuala Dobrogea. 
Piarensii și dimensii sunt tot triburi traco-getice care au fost situați de Ptolemeu tot în răsăritul provinciei Moesia Inferior.
Sucii sunt un neam getic menționați în izvoarele literare și epigrafice, fiind semnalați în munții Haemus și spre Dunăre. 

### Cezar
Despre locuirea geților în Slovacia și despre soborul lui Burebista avem mărturii de la autorii antici. Unul dintre aceștia este Cezar, care, delimitând hotarele germanilor, ne spune că: Pădurea Hercinică începe de la hotarele helveților, nemeților și râuracilor și se întinde în linie dreaptă paralel cu Dunărea, până la hotarele dacilor și anarților. De aici o ia la stânga, în direcția opusă fluviului și, datorită mărimii ei, atinge ținutul multor neamuri. Același lucru aflăm și de la Strabon: "...numai că unii dintre suebi locuiesc, după cum am spus în Pădurea Hercinică, alții în afara ei, învecinându-se cu ei". 
Continuitatea locuirii geților pe teritoriul de azi al Slovaciei, alături de alte seminții precum celții, poate fi urmărită, în stadiul actual al cercetării, și după moartea lui Burebista, până spre sf. sec.III și începutul sec.IV e.n.
Să urmărim în continuare hotarele de sud-est și nord-est ale statului lui Burebista. Despre luptele cu scordiscii, singurul care ne relatează acest fapt este Strabon, însă nu știm cât anume din suprafața locuită de scordici a fost inclusă în statul lui Burebista. S-au făcut mai multe descoperiri de materiale getice în Iugoslavia. Unele s-au decoperit la nordul Dunării, pe teritoriul Banatului sârbesc, pe teritoriul Serbiei și Macedoniei. Locuirea geto–dacilor în sudul Dunării răsăritene în spațiul dintre Istru și Haemus este dovedită de descoperirile realizate de arheologii români și bulgari (ex.: așezări și necropole cu tezaur constând în ceramică). Ptolemeu indică drept graniță de est a Daciei cursul râului Siret. Spațiul de la est de Istru și până la Tyras, Strabon îl numește "stepa getică". 

## Confuzia între geți și goți
De-a lungul timpului, unii cronicari, voit sau întâmplător, i-au confundat pe geți cu goții. Primul care a utilizat etnonimul “got” ca sinonim pentru “get” a fost împăratul filosof Iulian Apostatul (361-363 e.n.). În secolul al IV-lea, echivalența a fost adoptată și de alți autori, iar prin scrierile istoricului latin Claudianus (începutul secolului V) și mai ales ale lui Orosius (autor iberic de origine gotă), apoi prin ale istoricilor Cassiodor și Iordanes, confuzia a cunoscut o răspândire largă. Lucrarea lui Iordanes întitulată Getica era consacrată istoriei goților, dar include capitole din istoria geto-dacilor. Toate aceste confuzii, voite sau întâmplătoare, reduc credibilitatea unor „regate germanice” în spațiul dacoroman după 275 (d.Hr.).
O altă lucrare importantă, în care se face confuzia geto-daci → goți, este a lui Heinrich Pantaleonis, cu titlul Cartea eroilor națiunii germane, în care regii daci sunt prezentați ca fiind regi goți.

## Arhitectura militară
Așezările militare își fac apariția încă din timpul neoliticului. Vor lua naștere nu numai așezările întărite cu șanț și val și cele înconjurate cu ziduri seci făcute din piatră. De la sf.sec VI î.Hr. datează mari cetăți de pământ cum este cea de la Stâncești (jud. Botoșani) cercetată sistematic între 1960 și 1970. Așezările fortificate din Moldova ce datează din sec.VI-III î.Hr. se caracterizează prin incinte în forma de poligon neregulat, cu suprafața variind între 1,5 ha (Crivești) și 45 ha (Stâncești), delimitate de jur împrejur cu valuri de pământ, uneori cu șanț adiacent. Cele mai multe dintre așezările fortificate sunt centre economice, politice, militare și de cult, situate întotdeauna într-o zonă intens locuită. Aceste așezări erau numite de geto-daci "dava" și numele unora dintre ele este înscris în texte literare antice sau inscripții. La aceste așezări se adaugă acele forturi întărite, cetăți propriu-zise care au caracter militar. Multe dintre acestea erau, pe timp de pace, reședințe ale unor personaje de seamă. Însă nu lipsesc nici cetățile de refugiu sau cele de mici dimensiuni cu scop de a servi la supravegherea unor importante căi de comunicație. Zidurile cetăților măsoară în general 3 m lățime. Ele au 2 paramente, 2 fețe alcătuite din mari blocuri patrulatere ce măsoară 0,5-0,8 m lungime, 0,4-0,6 m lățime și 0,3-0,4 m inălțime. Interiorul zidurilor este alcătuit din piatră și pământ, iar legarea între paramente și miezul zidului se realizează cu ajutorul unor bârne din lemn ce sunt introduce în niște locașuri săpate în formă de rândunică, uneori aparente iar alteori ascunse. 